# 코스메슈티컬
코스메슈티컬(Cosmeceutical)은 화장품의 영단어 cosmetics와 제약의 영단어 pharmaceuticals의 합성어로, 약용화장품을 의미한다.

## 본문
1986년 피부과 전문의인 앨버트 클리그먼(Albert Kligman)에 의하여 정립되었다. 화장품과 마찬가지로 코스메슈티컬은 피부에 바르는 것을 원칙으로 하며, 의학적으로 규명된 성분을 화장품에 함유한 제품을 의미한다. 코스메슈티컬은 외형에 영향을 주는 동시에 건강한 피부를 위한 필요 영양소를 제공하여 피부 색, 피부 조직 등을 향상시킨다.